# Nothing and Nowhere
Albums de The Birthday Massacre
Violet
(2004)
Nothing And Nowhere est le premier album produit par le groupe de rock électronique The Birthday Massacre, sorti en 2002 après l'abandon du nom de groupe Imagica.
L'album est ensuite re-sorti en 2004, doté d'une nouvelle pochette.
Des nouvelles versions de Happy Birthday, Horror Show, Video Kid et The Dream sont présentes sur l'album Violet.
Une nouvelle version de To Die For apparaît aussi sur leur album Walking With Strangers.

## Titres
1. "Happy Birthday" – 3:37
2. "Horror Show" – 4:10
3. "Promise Me" – 4:16
4. "Under the Stairs" – 4:30
5. "To Die For" – 5:46
6. "Video Kid" – 4:34
7. "Over" – 4:02
8. "Broken" – 3:56
9. "The Dream" – 3:54

## Extraits
Nothing and Nowhere.com